# Strzelce Wielkie (Pajęczno)
Pour les articles homonymes, voir Strzelce Wielkie.
Strzelce Wielkie (prononciation [ˈstʂɛlt͡sɛ ˈvjɛlkʲɛ]) est un village de la gmina de Strzelce Wielkie, du powiat de Pajęczno, dans la voïvodie de Łódź, situé dans le centre de la Pologne.
Le village est le siège administratif (chef-lieu) de la gmina appelée gmina de Strzelce Wielkie.
Il se situe à environ 11 kilomètres à l'est de Pajęczno (siège du powiat) et 75 kilomètres au sud de Łódź (capitale de la voïvodie).
Sa population s'élevait approximativement à 1 100 habitants en 2006.

## Administration
De 1975 à 1998, le village était attaché administrativement à l'ancienne voïvodie de Częstochowa.

Depuis 1999, il fait partie de la nouvelle voïvodie de Łódź.